# Lecteria (Lecteria) bicornuta
Lecteria (Lecteria) bicornuta is een tweevleugelige uit de familie steltmuggen (Limoniidae). De soort komt voor in het Neotropisch gebied.